# Lepanthes terborchii
Lepanthes terborchii là một loài thực vật có hoa trong họ Lan. Loài này được Luer & Sijm mô tả khoa học đầu tiên năm 2001.